# Блондель, Робер

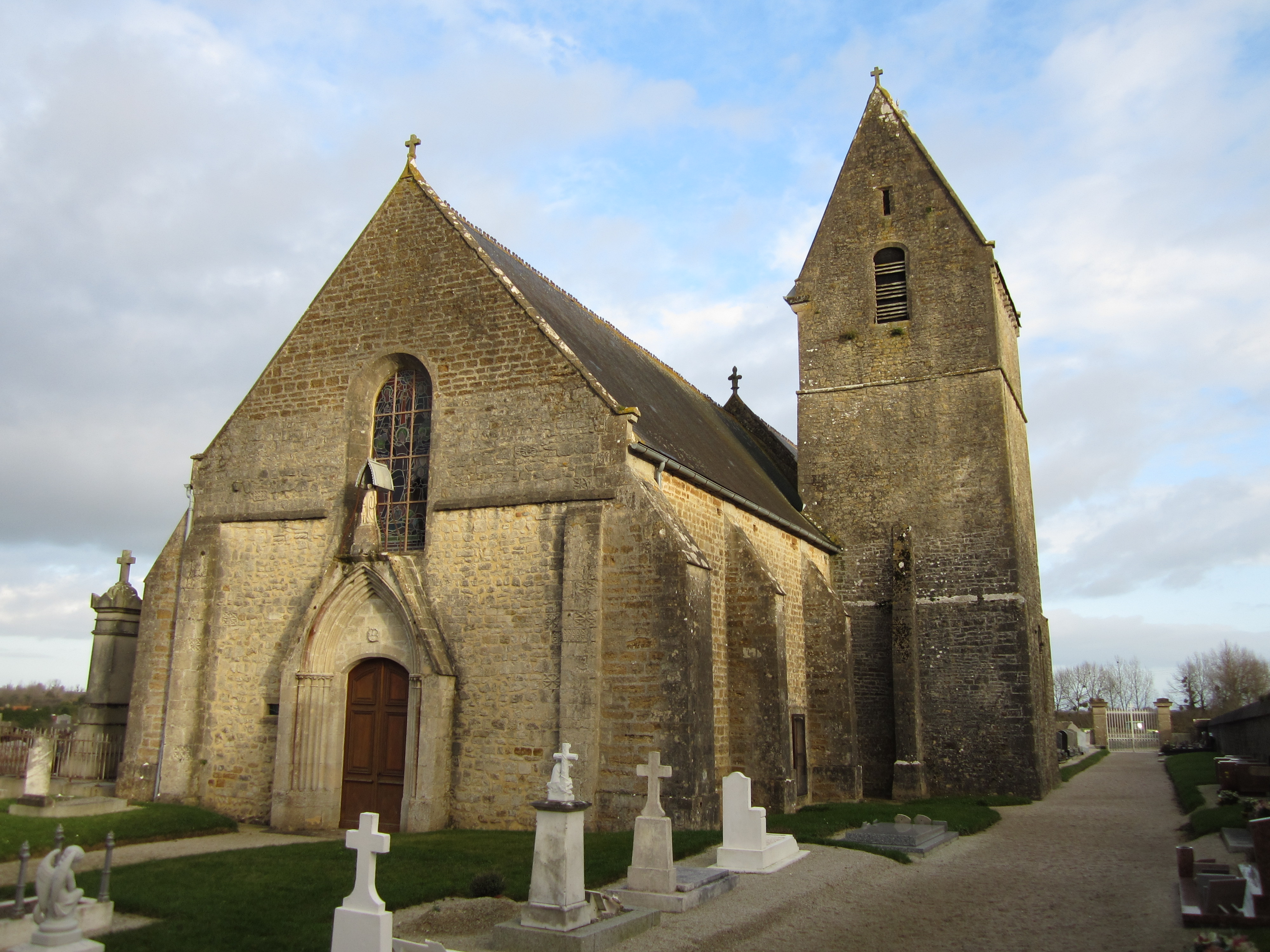
Церковь Сен-Жиль в Равеновиле, XIII в.

Робер Блондель (фр. Robert Blondel, лат. Robertus Blondellus, около 1390, Равеновиль — 1461 или 1462) — французский хронист и поэт из Нормандии, один из летописцев заключительного периода Столетней войны.

## Биография
Родился около 1390 года в Равеновиле (совр. департамент Манш, Нормандия) в знатной семье, происходившей из Котантена. Его дед экюйе Гийом Блондель, сеньор де Равеновиль, имел владения в окрестностях Валони. Не позже 1418 года юный Робер вынужден был покинуть родину, оккупированную англичанами, которые конфисковали его земли, передав их некому Томасу Кроуфорду.
Оказавшись беженцем, он укрылся в Анже, где проживал до 1426 года. Изучал в местном Католическом университете каноническое и гражданское право, получив диплом магистра.
С февраля 1436 года служил семье Иоланды Арагонской, герцогини Анжуйской, занимаясь воспитанием её внуков Франсуа д’Этампа и герцога Беррийского. Около 1440 года отправился в герцогство Бретань ко двору Жана VI Мудрого, где участвовал в обучении его внука Франциска де Дрё, сына Ришара Бретонского и Маргариты Орлеанской, ставшего герцогом после смерти своего дяди Артура де Ришмона.
В 1454 году стал наставником (фр. maistre d'escole) герцога Беррийского Карла II, второго сына короля Карла VII, а также капелланом королевы Марии Анжуйской.
В 1450 году Карл VII возвратил ему родовые владения в Нормандии, куда он, возможно, удалился на склоне лет и где умер в 1461-м или 1462 году.

## Сочинения
В 1420 году составил на латыни яркий памфлет «Жалоба добрых французов» (лат. Complanctus bonorum Gallicorum) в 932 стихах, направленный против унизительных для страны союза с Бургундией и договора в Труа, дополнив его вскоре в выполненном собственноручно французском переводе (фр. La Complaincte des bons François), состоящем уже из 2516 строк. В Национальной библиотеке Франции сохранилось не менее пяти манускриптов этого сочинения, наиболее полным из которых является MS lat. 13839.
Его полемические «Латинские письма» (лат. Epistole en Latin, 1426), адресованные герцогу Бретани Жану V де Монфору, до нас не дошли, но сохранились во французском переводе Рено Редона, в 1433 году служившего сторожем в церкви при университете Анже.
В 1449 году написал на латыни красноречивую и страстную «Историческую речь» (лат. Oratio Historialis), в которой, используя популярную средневековую легенду о получении королевских регалий Хлодвигом Меровингом от самого бога, вдохновлял короля Карла VII сражаться до победного конца против англичан, ведущих агрессивные войны против Франции с XII века. В 1461 году анонимный французский перевод её под заглавием «О правах французской короны» фр. Des Droiz de la couronne de France) представлен был в виде брошюры новому королю Людовику XI для правового обоснования восшествия его на престол. Наиболее исправная рукопись «Исторической речи» Блонделя хранится в Национальной библиотеке Франции под шифром MS lat. 5964.
Важнейшим историческим трудом его стало «Возвращение Нормандии» (лат. Reductio Normanie, фр. La Réduction de la Normandie) в четырёх книгах, подробно излагающее события освободительной войны против англичан в Нормандии и Гиени, начиная с нападения 24 марта 1449 года отряда арагонского наёмника на английской службе Франсуа де Сурьена на Фужер в Бретани (совр. департамент Иль и Вилен), и до капитуляции 12 августа 1450 года армии Генриха VI в Шербуре. Сохранившееся в единственной полной рукописи из Национальной библиотеки Франции (MS lat. 6198), оно было опубликовано в 1863 году в Лондоне историком-архивистом Джозефом Стивенсоном, а в 1893 году переиздано в Руане во втором томе собрания трудов Блонделя, подготовленного к печати филологом-медиевистом Александром Эроном для «Общества истории Нормандии». 
Перу Блонделя принадлежит также богословское сочинение «Двенадцать перил ада» (фр. Des douze Perilz d'enfer), написанное в 1454 году и около 1480 года переложенное на французский Пьером де Кайлемеснилом. Оно сохранилось в четырёх рукописях из Национальной библиотеки Франции, одна из которых иллюминирована красочными миниатюрами Жана Коломба.

## Публикации
- Narratives of the Expulsion of the English from Normandy, 1449—1450. Robertus Blondelli De reductione Normanniae. Ed. at Paris, by the rev. Joseph Stevenson. — London: Longman, Roberts and Green, 1863. — xv, 527 p. — (The Chronicles and Memorials of Great Britain and Ireland During the Middle Ages).
- Oeuvres de Robert Blondel, historien normand du XVe siècle, publiées d'après les manuscrits originaux avec introduction, notes, variantes et glossaire par Alexandre Héron. — Rouen: A. Lestringant, 1891—1893. — 499 + 423 р. (réimp. Genève: Slatkine, 1974).